# Montauro
Montauro (Mentràvu in calabrese, Μεντάβριον in greco) è un comune italiano di 1 876 abitanti della provincia di Catanzaro, in Calabria.

## Geografia fisica

### Territorio
(Giuseppe Pisano)
Centro agricolo del versante ionico delle Serre, nella fascia pedemontana digradante verso il Golfo di Squillace, a nord della foce del torrente Soverato.

## Storia

### Medioevo

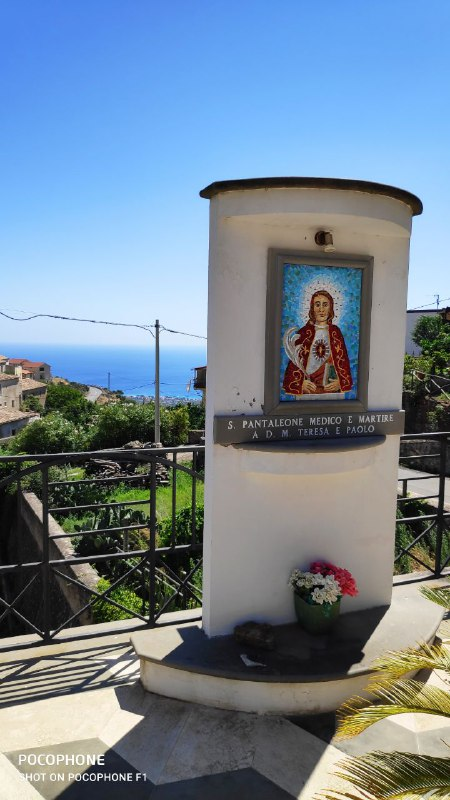
Immagine votiva di San Pantaleone

Le origini del casale di Montauro, secondo alcuni storici, risalgono all'VIII secolo. Il primo nucleo di case è sorto nelle vicinanze della contrada ’u mucatu, a nord del paese, un po' più in alto delle case diroccate, dove oggi si snoda la nuova strada per Gasperina; altri invece situano il casale più in basso, a mezza costa, in posizione meno elevata dell'attuale.
È probabile che dopo il VII secolo, quando, in seguito agli editti del 726, di divieto del culto delle immagini, e del 730, di distruzioni delle immagini, e alla conseguente persecuzione dei Monaci di San Basilio da parte dell'imperatore Leone III Isaurico, i basiliani, rifugiatesi sulle coste calabre, abbiano costruito non solo monasteri, ma anche contribuito alla formazione di comunità civili e religiose. Questa ipotesi può essere avvalorata dal fatto che il toponimo di Montauro più antico tramandato da alcune fonti, è di origine greca, Mentràbrion, mentre quello latino è Mentaurum. Nell'XI secolo nella diocesi di Squillace si contavano ben dodici cenobi basiliani, tra cui quello di S.Gregorio di Stalettì. Il culto dei santi orientali venerati nei nostri paesi è la prova che le contrade italiane iniziano il loro cammino di fede proprio in questo periodo storico, anche se già da diversi secoli esisteva la diocesi di Squillace, la cui fondazione risale all'evo apostolico. Evo nel cui territorio sorgevano già nel VI secolo alcuni monasteri fondati da Cassiodoro, molto prima dell'arrivo dei monaci di S.Basilio. A Montauro si venera San Pantaleone, martire di Nicomedia, l’odierna İzmit. Prima che Bruno di Colonia fondasse nel 1091 la certosa in Calabria, e ancor prima del 1000, il casale di Montauro, si può supporre, avesse già raggiunto una certa autonomia. Infatti, i documenti storici certi attestano la presenza del casale di Montauro prima ancora dell'anno 1000.Tra i primi documenti si trova il cosiddetto "Placitum", del Conte Ruggero, il quale donava “agli eremiti della Certosa di Santa Maria del Bosco” un mulino per il sostentamento degli operai del costruendo Monastero di Mentabro. Seguirono altre donazioni confermate dai vari Pontefici: Urbano II, nel 1098, Pasquale II, nel 1102, Callisto II, nel 1120. Il primo impulso economico, sociale e religioso del casale, fu dato dai Monaci Basiliani, ulteriormente sviluppato dai Normanni e dai Certosini, ai quali fu concessa la giurisdizione ecclesiastica da parte di Giovanni, vescovo di Squillace nel 1098, e quella civile da parte del Conte Ruggero, privilegio confermato dal Papa Urbano II. In questo periodo la popolazione di Montauro fu luogo di un improvviso aumento, in quanto vennero condotti nel comune un nutrito gruppo di 112 capifamiglia prigionieri, con figli, fratelli, cognati, e nipoti, in tutto 218 persone, delle quali tra sani e feriti furono costrette ad una iniziale prigionia in 162, le altre si salvarono con la fuga, quasi tutti provenienti dai distretti di Squillace e di Soverato, i quali a Capua avevano tradito il Conte Ruggero, per cui erano stati condannati alla pena capitale, ma per intercessione di San Bruno, il Conte commutò tale pena in servitù perpetua alle dipendenze dei padri certosini. La comunità e l'economia di Montauro si sviluppa dopo l'anno 1000 ad opera dei Normanni, i quali, sottraendo ai Bizantini le terre di Calabria, fondarono uno stato feudale con a capo Roberto il Guiscardo (1015-1085), poi nel 1061 lasciò l'impresa al fratello Ruggero I (1031-Mileto 1101), il cui figlio Ruggero II (1095-1154) si fece nominare nel 1127 duca di Puglia e Calabria. In questo periodo Montauro fu protagonista di un notevole incremento demografico (1175 nel censimento del 1278). Nel 1098 il Conte Ruggero I d'Altavilla pose il casale di Montauro sotto la giurisdizione civile della Certosa, per cui il Vescovo di Squillace Giovanni cedette la giurisdizione ecclesiastica. La donazione sarebbe stata confermata da Papa Calisto II nel 1120 con un diploma la cui autenticità è controversa. L'Imperatore Federico II riconferma la donazione sia nel 1212, che nel 1224. Vi sarebbe anche notizia di una serie di donazioni in documenti della cancelleria angioina: in un diploma di Carlo I del 1272, in un altro di Carlo II del 1305, in un altro ancora di Giovanna I del 1344. La popolazione di Montauro al censimento del 1276 contava 1 176 unità. Come è noto, nel 1192, il monastero di Santo Stefano del Bosco, con tutto il suo vasto patrimonio, passò dai Certosini ai Cistercensi e da questi, a muovere dal XV secolo, ad Abati commendatari, che, tesi a lucrare una mera rendita limitando qualsiasi spesa, non posero cura nell'amministrazione del patrimonio.

### Rinascimento
Dal 1476, in seguito alla terribile pestilenza la popolazione diminuì sensibilmente. Altro calo demografico si ebbe quando il sud d'Italia passò sotto la dominazione spagnola. Fin dal secolo XVI le coste ioniche furono infestate dalle temute e terribili incursioni turche, per cui gli abitanti, che si erano insediati più in basso a mezza costa, si trasferirono sulle colline per meglio organizzare la difesa. Furono costruite delle Torri lungo il litorale ionico per l'avvistamento del nemico. Anche a Montauro furono costruite delle fortificazioni come il maniero, poi trasformato in Chiesa dedicata a San Pantaleone e la torre, oggi campanile, che presentano le caratteristiche di avvistamento e difesa.
In particolare nel 1497 il Casale di Montauro, ubicato a ridosso dei confini di Squillace, fu accorpato a quello Stato dai suoi Principi, sicché, il 29 luglio 1497, Goffredo Borgia ne otteneva conferma, unitamente a tutto il Principato di Squillace dal Sovrano. Nel 1514 i Certosini riebbero il controllo del monastero di Santo Stefano del Bosco ed attesero alla generale ricognizione e recupero del suo patrimonio, che culminò con la redazione, nel 1533, della Platea voluta ed approvata dall'Imperatore Carlo V. Ritornati al loro monastero, nel 1542, i Certosini adirono le vie legali per riavere i loro beni, tra cui il territorio di Montauro.

### Era moderna

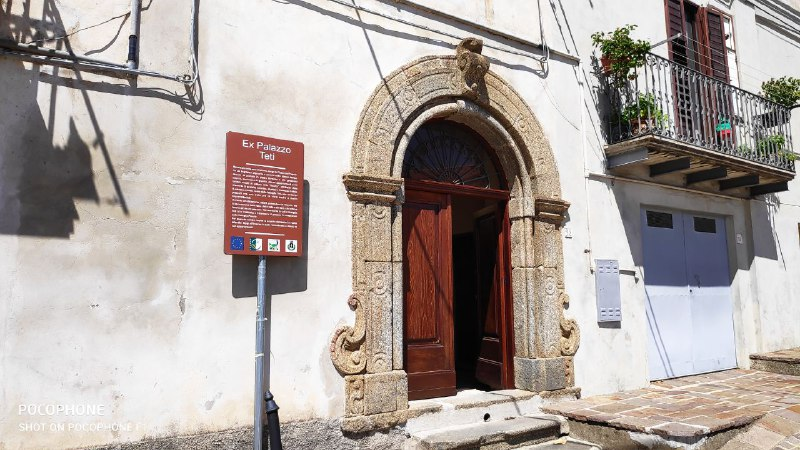
Ex Palazzo Teti a Montauro 2020

Nel 1644 e nel 1645, Montauro, come anche Stalettì e Gasperina, subì le incursioni dei Turchi che saccheggiarono e incendiarono i tre villaggi. Con il Regno delle due Sicilie, sotto i Borboni, la popolazione di Montauro contava 1 601 persone, di cui 340 donne addette ai telai, fonte di lavoro e di guadagno. Nel XVIII e XIX rifiorirono le arti, le professioni e i mestieri. Nel Catasto Onciario di Montauro del 1741-1746, sono menzionati scalpellini, fabbri ferrai, falegnami, sarti, fabbricatori, tintori, conciatori, cottonari, seggiari, chianchieri, poticari e le varie professioni, Dottore fisico, Dottore chimico, Avvocato, Notaio. Sono menzionati anche molti Sacerdoti di famiglie nobili. Tra il XVII e XVIII secolo si contano circa sessanta sacerdoti. In questo periodo si costruisce la maggior parte de palazzi nobiliari con sontuosi portali : il palazzo Barbieri, il palazzo Spadei, il palazzo Rossi-Milano, il palazzo Vatrella, il palazzo Madonna, il palazzo Teti, il palazzo Terracina, il palazzo Menechini, il palazzo Pellegrini, il palazzo Tavani, il palazzo Mirarchi, la casa sacrestia Nisticò (Pisano-Gullì), il portale casa del monaco Tavano (Pisani-Mercurio), il palazzo Zizzi, il palazzo Clericò, e casa Lomanno. Nel Regesto Vaticano si trova la conferma dell'alternarsi della giurisdizione ecclesiastica tra la Certosa e la Diocesi di Squillace. Sempre nel Catasto Onciario di Montauro del 1741-1746 si fa menzione alla giurisdizione del Priore della Certosa su Montauro: "In tempo della Visita Della Giurisdizione che fa Il Padre Ill/mo e Rev/mo Priore Ordinario delle Cinque Terre, che sono: Serra, Spadola, Bivongi, Montauro, Gasperina e Montepaone....". Gioacchino Murat nel 1808 soppresse con decreto il monastero di Serra riportando Montauro sotto la giurisdizione della Diocesi di Squillace. La maggioranza della popolazione viveva di agricoltura e di pastorizia, poiché contadini e pastori lavoravano alle dipendenze della Certosa di Serra e della vicina Grangia di S.Anna e del Cece, com'è attestato dai vari documenti del Regesto Vaticano. Il 27 luglio 1753 giunge a Montauro un'ampolla del sangue di San Pantaleone ad opera del sacerdote Carlo Antonio Barberi il quale si recava a Napoli per motivi di studio, e, avendo saputo che un sacerdote napoletano custodiva un'ampolla del sangue si adoperò con tutte le sue qualità spirituali e intellettuali ad ottenerla e portarla a Montauro.
La Republica Partenopea nell’ordinamento amministrativo del 1799 riconosce Montauro come Comune del Cantone di Catanzaro. I Francesi, poi, con la legge del 19 gennaio 1807 ne fecero un Luogo, ossia Università (Comunità) del Governo di Squillace. Il titolo di Universitas venne conferito nel basso medioevo a quei paesi del’Italia meridionale che avevano raggiunto l'autonomia amministrativa ed economica. Ferdinando I delle Due Sicilie conferisce a Montauro il titolo di Città Regia. Il timbro di Montauro è formato da un fregio araldico a forma di scudo, sormontato da una corona del Comune; all’interno campeggia un monte, sul quale si erge una croce latina trifogliata. Sotto si legge la scritta: "Università di Montauro" . Lo stemma chiude l’arco del portale della chiesa Matrice e rappresenta una croce greca trifogliata conficcata sul monte, inoltre è circondato da un ramo di alloro e uno di quercia. Questo stemma venne riprodotto nel Gonfalone del Comune di Montauro. Ciò sta a significare il profondo legame tra Chiesa e Comune, o meglio, il riconoscimento della civiltà cristiana, di cui non si può non affermare il valore storico-spirituale.
Con l'unità d'Italia il sud, ed in modo particolare la Calabria, iniziarono a conoscere un lento ed inesorabile declino economico. Montauro risentì di questa crisi generale, dovuta anche ai soprusi, alle vessazioni e ai balzelli imposti dai baroni locali ai contadini, i quali si ribellarono ai padroni e da questa rivolta sorsero anche a Montauro alcuni briganti. La prima guerra mondiale, la crisi economica del 1929, la seconda guerra mondiale contribuirono notevolmente alla diminuzione della popolazione ponendo le basi di una pesante crisi per tutta l'economia del paese. Dopo la prima guerra mondiale, in cui Montauro diede il suo contributo di venticinque figli, caduti in guerra, iniziò una prima emorragia d' emigrazione. Dagli anni 1929-30 molti giovani emigrarono in Argentina e negli Stati Uniti d'America.

### Simboli
Lo stemma e il gonfalone del Comune di Montauro sono stati concessi con decreto del presidente della Repubblica del 14 marzo 1974.
Il gonfalone è un drappo di bianco.

## Monumenti e luoghi di interesse

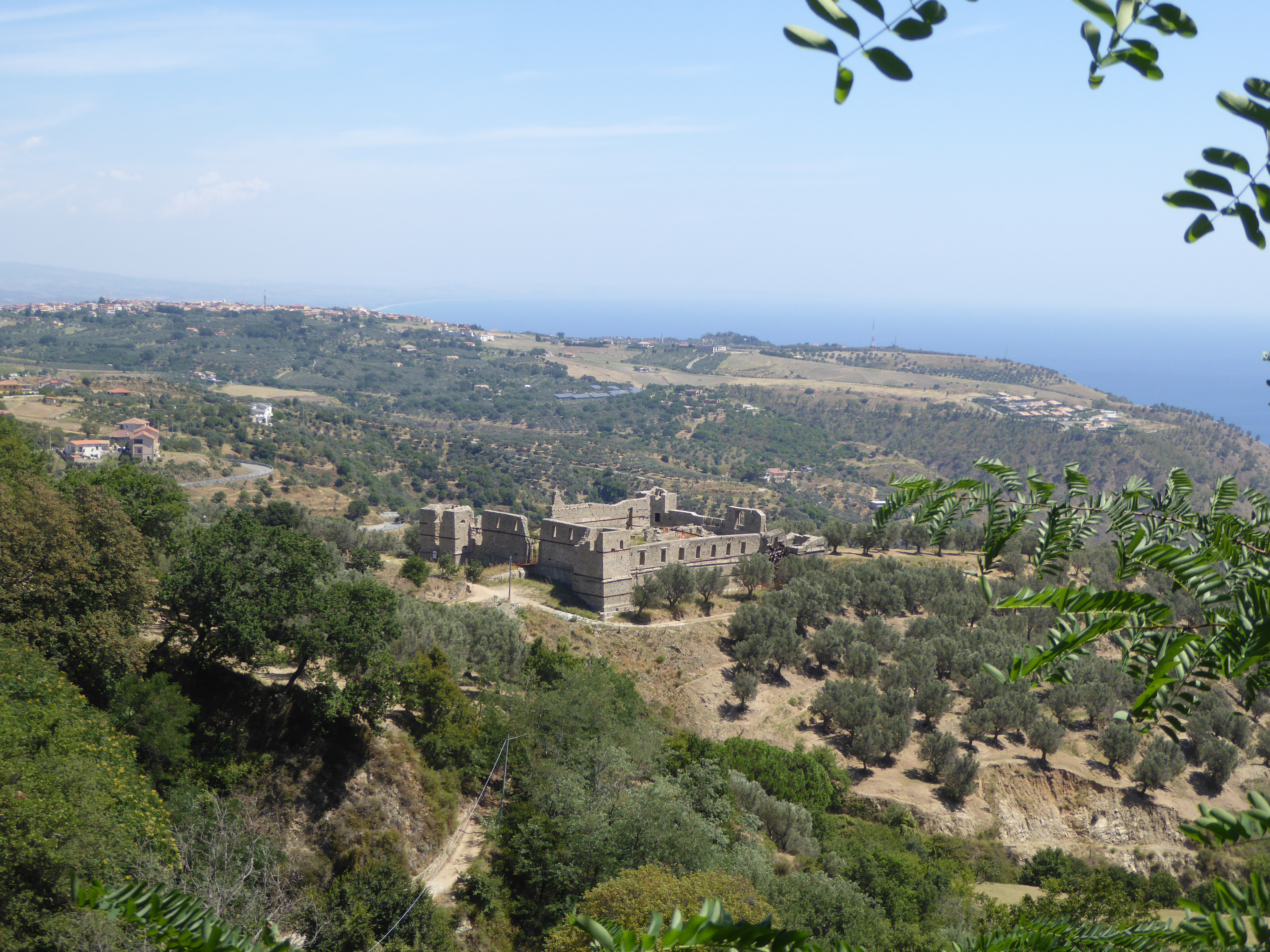
Grangia di Sant'Anna

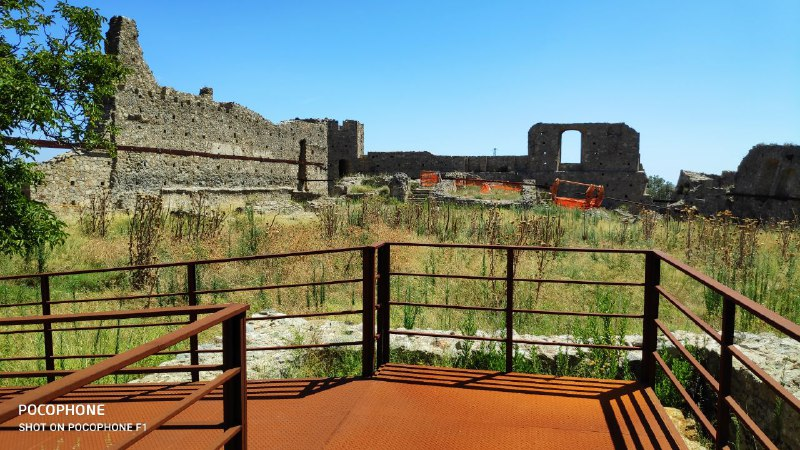
Grangia sant'Anna - Interno (agosto 2020)

- La grangia di Sant'Anna. Nel territorio di Montauro tra la fine del XI e l'inizio del XII secolo sorge una grangia, la prima tra quelle di proprietà della Certosa fino al '700, dedicata a san Giacomo, in cui la severa regola certosina viene mitigata con la regola benedettina al fine di favorire gli anziani e i novizi, ma soprattutto per poter gestire le risorse della zona. Il termine grangia, o grancia, deriva dal bassolatino granea e dal francese grange ed indica inizialmente un luogo dove si conserva il grano, in latino classico granarium , ma assume in seguito l'uso più ampio di azienda agricola dotata di terreni e pascoli appartenenti ad enti ecclesiastici o a ricchi laici. Nel 1783 la grangia venne gravemente danneggiata dal terremoto. Attualmente rimane parte del recinto esterno con torri angolari, mentre la parte interna, crollata, sembra addossata soprattutto alla metà est del complesso. Esternamente l'edificio ha le caratteristiche di un complesso fortificato. È orientato da est ad ovest, a pianta rettangolare (60 x 40 m). È composto da quattro torri agli angoli ed un ingresso con un monumentale portale in conci di pietra granitica sul lato ovest, quello opposto al lato prospiciente il mare. Una visione della struttura risalente al XVIII secolo si può ricavare dagli affreschi della chiesa di San Pantaleone in Montauro, presso il portale interno della chiesa, sul lato sinistro, in cui è raffigurata la processione del 1753 in occasione dell'arrivo delle reliquie del santo martire da Napoli. Il disegno raffigura l'edificio con visione della spiaggia. Le torri angolari sono erroneamente raffigurate a base trapezoidale. L'intonaco esterno dell'edificio è bianco ed il basso tetto su ogni lato fa supporre ad una corte centrale. Negli anni 2000 vi sono stati lavori di restauro e di messa in sicurezza.
- Chiesa Matrice San Pantaleone, custodisce le reliquie di san Pantaleone: un'ampolla con il sangue e un pezzo di nuca. Il Tromby afferma che il Conte Ruggero[21] diede a san Bruno il Monastero di S. Giacomo con il castello che è sotto il detto monastero, anticamente edificato: Donavi […] Monastererium S.Jacobi de Montauro cum castro, quod est subtus dictum Monasterium antiquitus constructum. Castrum in latino si traduce "fortezza", "rocca fortificata", "vasto fabbricato munito di torri a difesa", e non "castello" indicante la residenza del conte, quindi il termine più esatto è "fortezza a difesa contro il nemico". Questo riferimento e altri di Dom Benedetto Tromby ci inducono a pensare che la fortezza sia stata costruita nel periodo normanno databile intorno al XII-XIII secolo e che successivamente sia stata trasformata in chiesa. Il campanile e le mura esterne della chiesa, infatti, presentano le caratteristiche delle torri di avvistamento e di difesa. Notevole ed imponente manufatto medievale è la chiesa di San Pantaleone. Questo è un edificio fortificato posto su uno sperone roccioso oggi inglobato nel paese di Montauro, il cui dislivello è stato parzialmente colmato dalla costruzione di una terrazza panoramica. È orientato est-ovest, con accesso ad ovest con delle feritoie poste sui lati lunghi e sul lato corto ad est. La pianta è rettangolare, circa 29 metri per 17 per 16,5 di altezza, mentre su vari alti sono ancora leggibili gli interventi collegabili alle diverse fasi di utilizzo. Il rifacimento esterno della chiesa nelle sue fasi ci è noto dalle date scolpite a partire dal 1519 sul portale, poi nel 1609, con una data scolpita sulla scalinata di accesso, fino alla metà del '600. Questi lavori, oltre ad altri, hanno riadattato un impianto già adibito ad uso sacro, contemporaneamente ai lavori del recinto della Grangia. Il luogo di culto è già presente nella platea del 1534. Il lato corto ovest di accesso, presenta attualmente solo modifiche seicentesche con la stuccature biancastre, ed il grande portale cinquecentesco in conci regolari di pietra calcarea. La torre campanaria edificata nel 1569 ha un paramento in conci con inzeppature[22] di laterizi e feritoie oggi murate. La parte superiore venne danneggiata e poi rifatta in seguito al terremoto del 1783. La forma originaria del campanile è visibile in uno dei due affreschi interni alla chiesa, risalenti al 1753. La stuccatura bianca che copriva la chiesa e la stessa grangia, rimane oggi solo come una leggera patina grigiastra che impedisce l'effettiva visione della cortina originaria dell'edificio tranne che nell'angolo nord-est, cortina che si può validamente confrontare con i paramenti murari calabresi del XII secolo. Sul lato sud sono presenti due feritoie murate, probabilmente risalenti tra l'XI e il XII secolo, rettangolari, con dimensioni: 100 cm per 47 cm, posti a 2,5 metri di altezza e a circa 20 m di distanza fra di loro. Le feritoie sono regolarizzate da conci di granito e calcare ed anche internamente suddivise e ristrette da conci in calcare. Sempre su questo lato sono visibili poco più in lato due aperture rettangolari, posteriori al 1753, ed una monofora in conci regolari di calcare a grana fine o marmo svasata. A circa 9 m di altezza vi sono 7 aperture strombate ad arco ribassato, con soprastanti altri due finestroni con arco a tutto sesto. Due feritoie sono presenti anche sul lato est, verso il mare. A circa metà altezza sono inoltre presenti due aperture quadrangolari in conci regolari di granito sottostanti ad un grande finestrone centrale. A circa 11 m di altezza, presso l'angolo sud-est, è ancora ben visibile una monofora parzialmente murata. Vi è una sola feritoia sul lato nord con due finestre sottostanti e una fila di cinque aperture ad arco ribassato. Sono presenti sotto il tetto altre quattro finestre con la presenza di due monofore murate. Questa sommaria analisi esterna ci permette di ipotizzare per l'edificio una fase più antica, documentata soprattutto dalla cortina presa in esame e dalle monofore, databili tra l'XI e il XII secolo. Entro metà del '600 sarebbe stata completata la trasformazione definitiva esterna della chiesa, forse contemporaneamente al recinto esterno della Grangia. Al momento i tempi e i modi della trasformazione dell'edificio da torrione ad edificio sacro sono solo ipotizzabili. Una struttura così imponente, il castello di San Giacomo ?, potrebbe forse aver costituito il primo appoggio dell'insediamento certosino ed aver fornito la base per il primo temporaneo impianto (Mentauri cella) nel territorio, cella e/o chiesa di San Giacomo che, come dimostrano i primi documenti, sono stati il punto di riferimento per la gestione del territorio certosino. In seguito allo spostamento della sede o in ogni caso alla scomparsa del titolo di San Giacomo ed alla nuova dedica della Grangia per S. Anna l'edificio è stato dedicato a san Pantaleone, un culto antico che appare attestato con sicurezza a Montauro almeno fin dall'inizio del 1500. Sul lato ovest si erge la facciata principale della chiesa incorniciata da un portale bugnato, con l’arco chiuso in chiave da uno stemma con croce greca, datato al 1519 da un'iscrizione posta sullo stipite nord. Al portale si accede tramite uno scalone in pietra, recante incisa su uno dei gradini la data di costruzione: 1609. L’intera facciata, inquadrata da doppie lesene e sormontata da un timpano, è di recente fattura, come testimonia l'epigrafe di marmo inserita nella muratura al di sopra del portale recante l’iscrizione “Terribilis est locus iste / hic domus dei est 1828”[23]. Al centro della facciata, in alto, campeggia un rosone ovale, contenente l’immagine a mosaico policromo del santo protettore, in sostituzione dell’originario dipinto ottocentesco. Al di sotto è riportata una frase “Ne timeas Montaure protector tuus sum”[24], identica a quella che si legge sull’affresco nord all’ingresso della chiesa, che rappresenta l’arrivo delle reliquie di San Pantaleone. Il rosone è affiancato da due finestre rettangolari, ricavate sulla facciata della chiesa durante l’ultimo restauro, e che hanno probabilmente distrutto due dei ritratti dei dodici apostoli rappresentati all’interno. Lo stile dell’interno è romanico. Si evidenzia dagli archi a tutto sesto, dalla decorazione, dagli stucchi, dal soffitto a cassettone, dalle massicce colonne in granito poste in due file di quattro, che danno origine a cinque cappelle laterali per lato. La tipologia delle colonne induce a pensare che esse possano essere frutto del reimpiego di materiali provenienti da un altro edificio, piuttosto che appartenere ad una fase più antica della chiesa stessa. La navata centrale, è coperta da un soffitto ligneo a cassettone dipinto, probabilmente nel XVIII secolo, con numerosi motivi floreali, girali, foglie e cartocci[25]. All’interno della Chiesa domina lo stile barocco, sviluppatosi nel piccolo centro del catanzarese all’indomani del terremoto del 1783, grazie alla presenza della grangia certosina e agli stretti rapporti di quest'ultima con la Certosa di Serra San Bruno. Nell’edificio di culto sono, inoltre, custodite diverse statue marmoree di San Pietro e San Paolo, del Cristo Redentore e quattro evangelisti in rame dorato facenti parte dell’altare; sei altari marmorei laterali, un coro ligneo, una tela del 1668 con Cristo e le anime purganti di Tomaso La Rosa. Diversi affreschi adornano il cornicione e l’arco trionfale e, infine, si ricordano gli affreschi dei muri absidali di Domenico Costantino risalenti al 1723. Ai lati del portale d’ingresso sono presenti due affreschi che ritraggono l'arrivo delle reliquie di sanPantaleone, con il dettaglio del paese e della Grangia, e la processione verso Montauro.

### La documentazione
- Il documento più antico in cui si fa esplicito riferimento alla chiesa di San Pantaleone è datato al gennaio 1569. Si tratta di un atto con cui il sindaco di Montauro, Pantaleone Viringerio, insieme ai principali notabili ed eletti dell’Università, decideva di stipulare una convenzione con mastro Loisio de Leone, mastro fabbricatore di Monteleone in quanto « detta Università di Montauro pretende fare una fabrica per loro difensiva per la pagura de li turchi, et havendono questi dì passati fatto accordio con detto mastro Loisio fabricator a fabricar in detta fabrica quale sarà dove al presente è l’ecclesia de Santo Pantaleone, maggior ecclesia de detto casale, a raggione de sei ducati lo mese a spisi seu victu, stantia letto et foco d’essa Università, incomenzandose quando che incomincia finché si complirà». Le opere previste furono certamente realizzate e restano visibili sulle mura esterne della chiesa parrocchiale. Ai lati dell’ingresso alla Chiesa trovano posto due affreschi paesistici commemoranti l’arrivo delle reliquie di San Pantaleone a Montauro. Quello, collocato a sud, si riferisce all’arrivo del sangue del santo nel 1753, come testimonia la stessa iscrizione. L'affresco della cupola, raffigurante Maria Assunta in cielo attorniata da figure di Santi, agli angoli i quattro Evangelisti, è opera del pittore montaurese Giuseppe Calabretta. Si legge infatti sotto il dipinto: Giuseppe Calabretta Fece per sua devozione A.D.1829.
- Palazzi e Portali
- Belvedere Villa Regina Elena
- Museo della Grangia di Montauro (Palazzo Zizzi)
- Museo della Musica (Palazzo Zizzi)
- Museo Chiesa San Pantaleone

## Società

### Evoluzione demografica
Abitanti censiti

## Economia
L'economia del comune si regge in particolare sulle coltivazioni di frutta : arance, mandarini e uva di ottime qualità, grano, in particolar modo la coltivazione degli ulivi, che ricoprono gran parte del territorio montaurese; si produce una grande quantità di olio, di ottima qualità, fonte di reddito di molte famiglie, sia nella raccolta che nella vendita. In passato si contavano oltre dieci frantoi di pietra oggi modernizzati con macchinari tecnologici.
La pesca è rilevante nell'economia del paese, in passato definito il paese dei "marinari o dei pisciari" . Un ventennio fa si contavano oltre settanta pescatori di professione, oggi se ne contano al massimo quattro o cinque, un mestiere ormai destinato a morire a causa delle leggi e della scarsa pescosità del nostro mare.
Anche l'artigianato era in passato una grande fonte di lavoro per l'economia del paese con la lavorazione del legname, del ferro e della pietra. Di particolare interesse artistico sono i portali in pietra dei palazzi nobiliari e delle case comuni , opere di grande valore architettonico dalle svariate forme e decorazioni. A Montauro se ne contano oltre 23.
Negli ultimi anni il turismo si sta sviluppando, grazie alla nascita di villaggi, hotel, strutture ricettive e stabilimenti balneari.

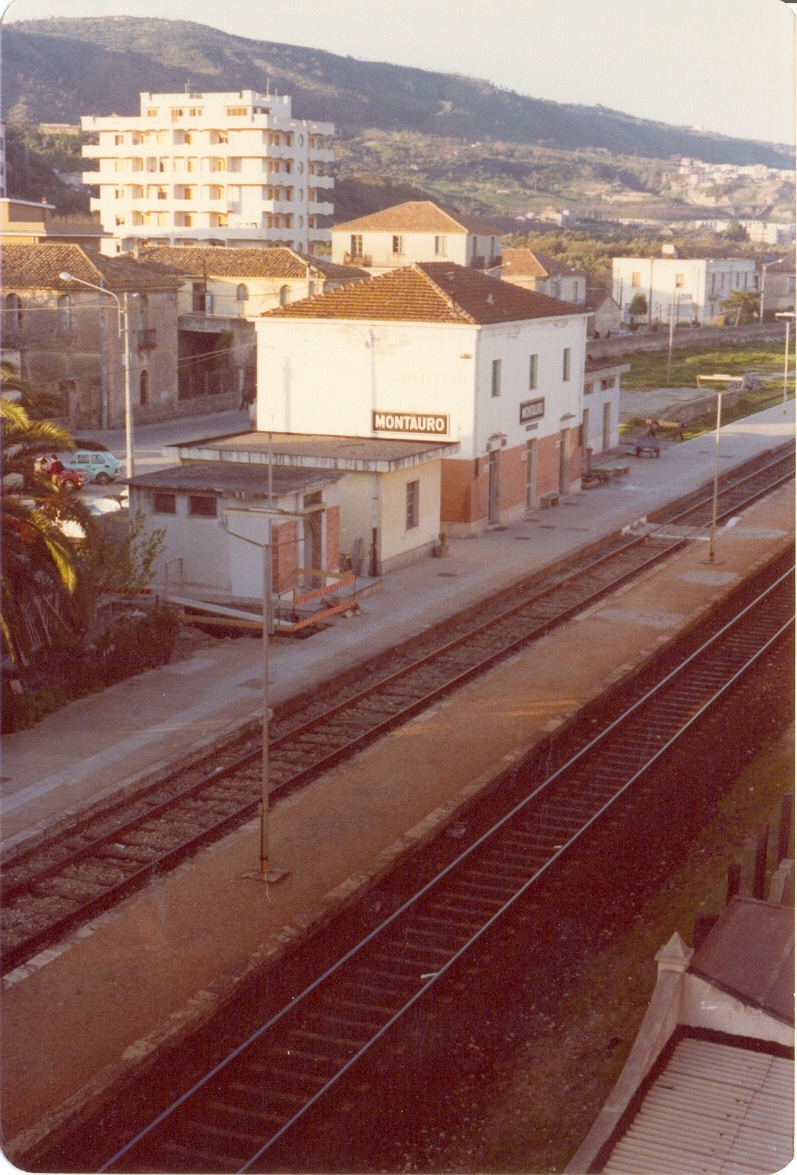
Stazione Montauro scalo - Montepaone Lido

## Infrastrutture e trasporti

### Strade
Montauro è attraversata dalla Strada statale 106 Jonica nella frazione di Montauro Scalo, mentre il centro storico è attraversato dalle Strade Provinciali 117,122 e 127.

### Ferrovie
Il comune è servito dalla Stazione di Montepaone-Montauro situata nella frazione Lido del comune di Montepaone.

## Amministrazione
Sindaci del Regno di Napoli
- Barberi (si firma senza nome) 1809 - 1811
- C. Milano 1811 -1813
- Giovanni Madonna 1813 - 1815
- Luigi Romano 1815 - 1817
- Ferdinando Spadei dal 1815 al 1819.
- Francesco Saverio Pisani dal 1819 al 1821.
- Felice Carito dal 1821 al 1823.
- Giuseppe Antonio Macrina dal 1823 al 1826.
- Francesco Antonio Badolato dal 1826 al 1829.
- Francesco Cariti dal 1829 al 1831.
- Pantaleone Spadei dal 1831 al 1837.
- Francesco Maria Siciliano dal 1837 al 1837
- Pantaleone Spadei dal 1838 al 1838
- Lorenzo Barberi dal 1838 al 18383
- Francesco Maria Siciliano dal 1838 al 1838
- Lorenzo Barberi dal 1839 al 18415
- Pantaleone Spadei dal 1841 al 1847
- Ferdinando Spadei dal 1847 al 1850.
- Vincenzo Spadei dal 1850 al 1853.
- Pantaleone Milano dal 1853 al 1856.
- Francesco Macrina dal 1856 al 1860.

Sindaci del Regno d'Italia
- Saverio Spadei dal 1860 al 1865.
- Raffaele Teti dal 1865 al 1868.
- Giuseppe Madonna 1868 -1870
- Felice Teti 1870 - 1872
- Gregorio Madonna 1872 - 1878
- Alfonso Badolato 1878 - 1885
- Ferdinando Lomanno 1885 -1889
- Leopoldo Spadei 1889 - 1892
- Domenico Nisticò 1892 - 1894
- Lorenzo Barberi 1894 - 1901
- Ferdinando Zizzi 1901 - 1907
- Lorenzo Barberi 1907 - 1913
- Clodomiro Tavani 1914 - 1920
- Vincenzo Sorrentino 1820 - 1821
- Lorenzo Barberi 1921 -1925
- Francesco Marascio 1926 - 1943 (periodo fascista: Podestà)
- Vincenzo Barberi 1943 - 1944 Commissario Prefettizio

Sindaci della Repubblica Italiana
- Carlo Barberi 1944 - 1952
- Francesco Pisano 1952 - 1964
- Domenico Siciliano 1964 - 1970
- Gregorio Mercurio 1970 - 1975
- Nicola Clericò 1975 - 1980 - 1985 - 1990
- Felice Salvatore Froio 1990 - 1993
- Nicola Clericò 1994 - 1995
- Giuseppe Schipani 1995 - 1997 (dimissioni della giunta)
- Sebastiano Cento 1997 pochi mesi (Commissario Prefettizio)
- Giuseppe Pagliaro 1997 – 1999 (dimissioni della giunta)
- Mario Magno 1999 - 2000 (Commissario Prefettizio)
- Grazia Rosa Anna Squillacioti 2000 - 12 novembre 2006 (dimissioni della giunta)
- Gino Rotella nov. 2006 – maggio 2007 (Commissario Prefettizio)
- Pantaleone Procopio 2007 - 2017
- Armando Brescia giugno 2017 -2018 (Commissario Prefettizio)
- Roberto Franco 10 giugno 2018 - 8 agosto 2019
- Richichi Valeria agosto 2019 - settembre 2020 (Commissario Prefettizio)
- Giancarlo Cerullo 21 settembre 2020 - 11 giugno 2025 (dimissioni consiglieri)
- Francesco Giacobbe 11 giugno 2025 (Commissario Prefettizio)